# Dimitri Petratos
Dimitri Petratos (Sydney, 10 novembre 1992) è un calciatore australiano, attaccante del Mohun Bagan SG.

## Carriera

### Club
Ha esordito nel 2010 con il Sydney FC.

### Nazionale
Nel 2011 viene convocato nell'Under-20 per prendere parte al campionato mondiale di calcio Under-20.
Debutta con la Nazionale maggiore il 23 marzo 2018 nell'amichevole persa per 4-1 contro la Norvegia; nello stesso anno viene convocato dalla selezione oceanica per i Mondiali 2018 da giocare in Russia.

## Statistiche

### Cronologia presenze e reti in Nazionale
| Cronologia completa delle presenze e delle reti in nazionale ― Australia | Cronologia completa delle presenze e delle reti in nazionale ― Australia | Cronologia completa delle presenze e delle reti in nazionale ― Australia | Cronologia completa delle presenze e delle reti in nazionale ― Australia | Cronologia completa delle presenze e delle reti in nazionale ― Australia | Cronologia completa delle presenze e delle reti in nazionale ― Australia | Cronologia completa delle presenze e delle reti in nazionale ― Australia | Cronologia completa delle presenze e delle reti in nazionale ― Australia |
| Data                                                                     | Città                                                                    | In casa                                                                  | Risultato                                                                | Ospiti                                                                   | Competizione                                                             | Reti                                                                     | Note                                                                     |
| ------------------------------------------------------------------------ | ------------------------------------------------------------------------ | ------------------------------------------------------------------------ | ------------------------------------------------------------------------ | ------------------------------------------------------------------------ | ------------------------------------------------------------------------ | ------------------------------------------------------------------------ | ------------------------------------------------------------------------ |
| 23-3-2018                                                                | Oslo                                                                     | Norvegia                                                                 | 4 – 1                                                                    | Australia                                                                | Amichevole                                                               | -                                                                        | 74’                                                                      |
| 1-6-2018                                                                 | Sankt Pölten                                                             | Australia                                                                | 4 – 0                                                                    | Rep. Ceca                                                                | Amichevole                                                               | -                                                                        | 73’                                                                      |
| 6-6-2019                                                                 | Pusan                                                                    | Corea del Sud                                                            | 1 – 0                                                                    | Australia                                                                | Amichevole                                                               | -                                                                        | 84’                                                                      |
| Totale                                                                   |                                                                          | Presenze                                                                 | 3                                                                        |                                                                          | Reti                                                                     | 0                                                                        |                                                                          |

## Palmares

### Club

#### Competizioni nazionali
- Campionato australiano: 1

Brisbane roar: 2013-2014
- Indian Super League: 2

ATK Mohun Bagan: 2022-2023
Mohun Bagan SG: 2024-2025
- Durand Cup: 1

Mohun Bagan SG: 2023
- ISL Shield: 2

Mohun Bagan SG: 2023-2024, 2024-2025

### Individuale
- Capocannoniere dell’Indian Super League: 1

2022-2023
- Indian Super League Hero of the League: 1

2023-2024